# Lambareiði
Lambareiði – wioska na wyspie Eysturoy, na Wyspach Owczych, mająca obecnie (I 2015 r.) 3 stałych mieszkańców. Kod pocztowy miejscowości FO-626.

## Demografia
Według danych Urzędu Statystycznego (I 2015 r.) jest 110. co do wielkości miejscowością Wysp Owczych.